# Autoroute A4 (Pays-Bas)
Pour les articles homonymes, voir Autoroute A4.
L'autoroute néerlandaise A4 (en néerlandais Rijksweg 4) est une autoroute des Pays-Bas qui relie Amsterdam à la frontière belge (au sud-ouest d'Ossendrecht), en passant par La Haye et Rotterdam.

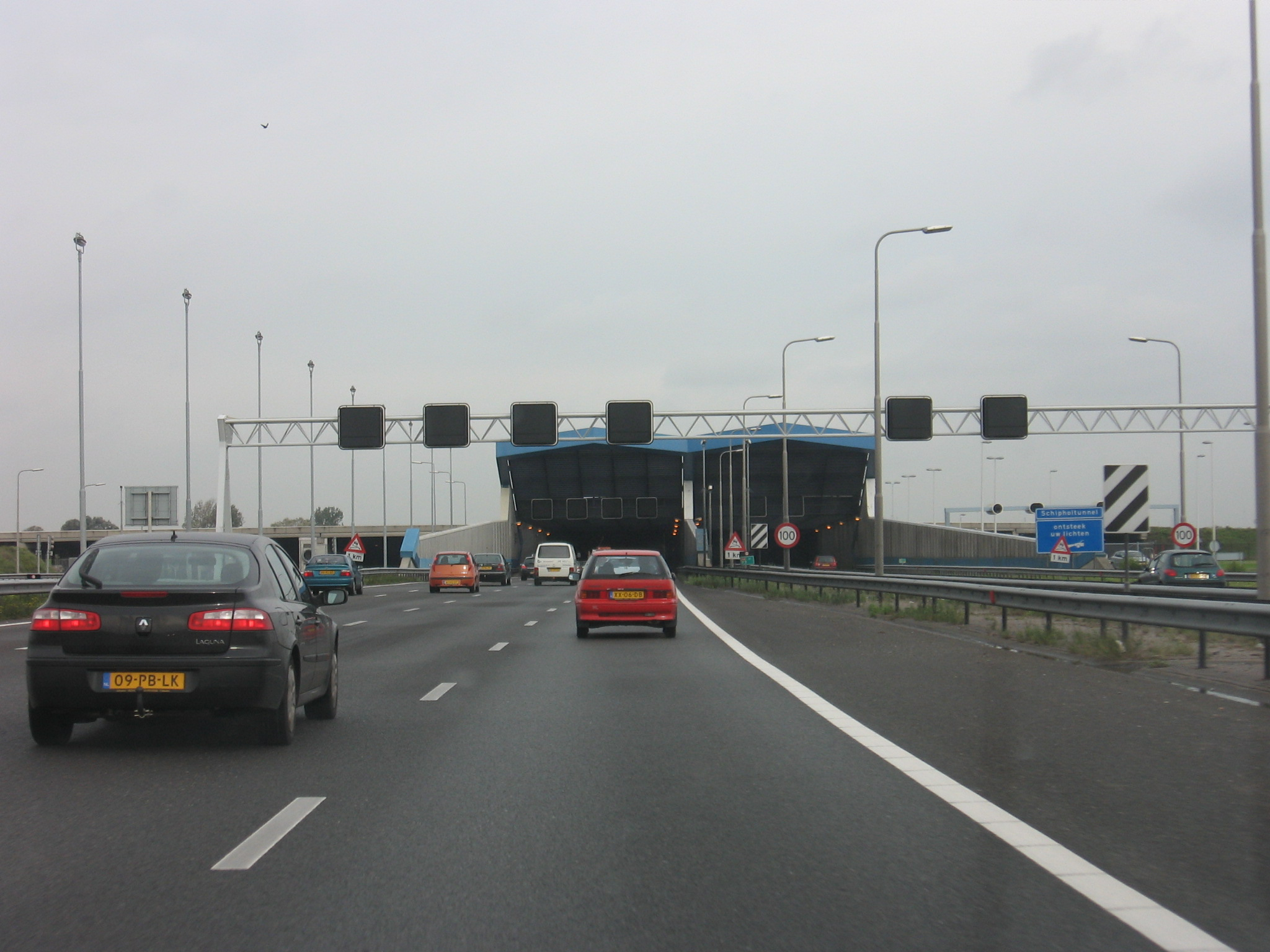
L'A4 près de l'aéroport de Schiphol.
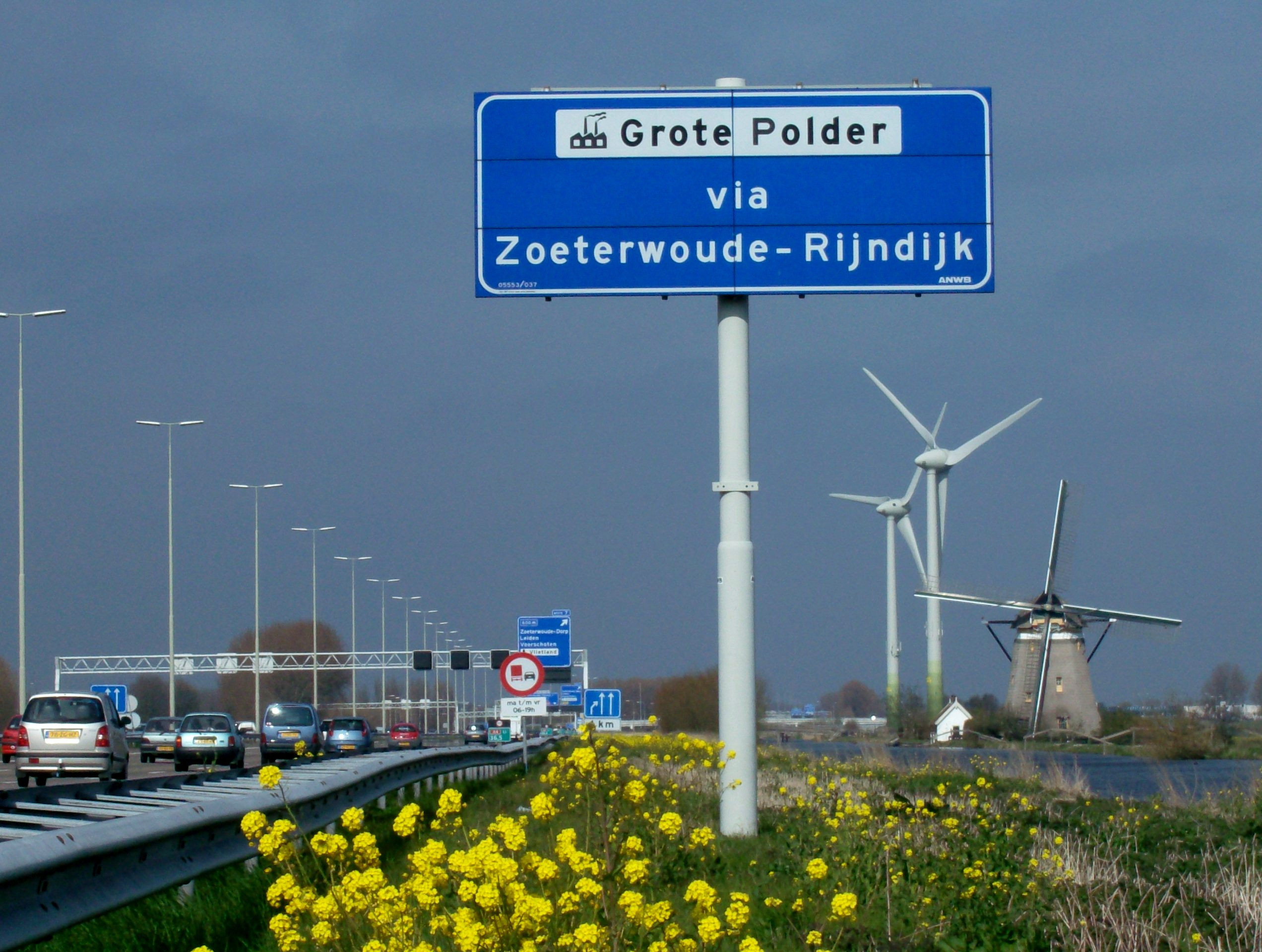
Paysage typiquement Hollandais aux côtés de l'A4 avec moulin Zelden van Passe à Zoeterwoude.